# Bärbl Bergmann
Bärbl Bergmann (* 5. September 1931 in Berlin als Bärbl Heyl; † 14. April 2003 in Potsdam) war eine deutsche Filmregisseurin und Drehbuchautorin. Sie war die erste Regisseurin in der DDR, die einen Kurzspielfilm zeigen konnte.

## Leben
Bärbl Heyl absolvierte nach dem Abitur in Berlin zunächst eine Ausbildung zur Fotografin an der Hochschule für angewandte Kunst in  Weißensee von 1950 bis 1952. Anschließend folgte ein Praktikum bei der DEFA und die Tätigkeit als Regie-Assistentin unter anderem für Wolfgang Bartsch und Heiner Carow. Ab 1955 war sie als Regisseurin im DEFA-Studio für populärwissenschaftliche Filme tätig und ab  1958 als Regisseurin und Autorin freischaffend für das DEFA-Studio für Spielfilme.
Bärbl Bergmann wirkte vor allem bei Kinderfilmen mit. 1959 drehte sie ihren ersten Kurzspielfilm Ein ungewöhnlicher Tag, für den sie auch das Drehbuch schrieb. Sie war damit die erste Regisseurin im DEFA-Spielfilmstudio, die einen Film im Kino zeigen konnte. (Ursula Pohle hatte bereits 1956 einen Kurzspielfilm gedreht, der allerdings erst 1960 in die Kinos kam.)
Von 1964 bis 1967 lebte Bärbl Bergmann mit ihrem Ehemann Helmut Bergmann in Ägypten, wo sie unter anderem am Cinema High Institute (Filmhochschule) in Kairo unterrichtete. Für das ägyptische Fernsehen entstand 1966 der Film Hänsel und Gretel mit Helmut Bergmann an der Kamera. 
Zurück in der DDR übernahm Bärbl Bergmann 1969 bei dem Fernsehfilm Othello die Regie-Assistenz. Von 1972 bis 1983 war sie im DEFA-Studio für Dokumentarfilme angestellt. Anschließend war sie in der Sektion Spielfilm und am Bezirkszentrum Potsdam des Verbandes der Film- und Fernsehschaffenden der DDR tätig.
Bärbl Bergmann lebte viele Jahre in Potsdam, wo sie 2003 starb. Sie wurde im Grab ihres Mannes auf dem Goethe-Friedhof in Potsdam-Babelsberg beigesetzt.

## Filmografie (Auswahl)
- 1954: Anfertigen eines Handpuppenkopfes (Kurzdokumentarfilm)
- 1956: Das Flaschenteufelchen (Kurzfilm)
- 1956: Wohlgemeinte Rezepte (Kurzdokumentarfilm)
- 1956: Hokupkus Fidibus (Kurzfilm)
- 1959: Ein ungewöhnlicher Tag (Kurzfilm)
- 1960: Die Achatmurmel
- 1963: Rüpel
- 1969: Othello (TV, Regie-Assistenz)
- 1975: Die Biene bleibt dran (nur Drehbuch)
- 1978: Das Blut (Kurzdokumentarfilm)
- 1980: Wegweiser Gesundheit: Verantwortung Erwachsener bei Alkoholmißbrauch (Szenarium)
- 1983: Automärchen (Regie-Assistenz)